# Rolf Glittenberg
Rolf Glittenberg (geboren am 27. Juli 1945 in Melle) ist ein deutscher Bühnenbildner, der in Schauspiel und Oper tätig ist. Langjährige Zusammenarbeit bestand bzw. besteht mit Luc Bondy, Jürgen Flimm, Sven-Eric Bechtolf und Uwe Eric Laufenberg. Er erarbeitete auch Räume für die Regisseure Götz Friedrich, Dieter Giesing, Martin Kušej, Peter Mussbach, Otto Schenk und George Tabori.
Er war ab 1973 Ausstattungsleiter drei großer Bühnen, zuerst am Deutschen Schauspielhaus in Hamburg, von 1979 bis 1985 am Schauspiel Köln und von 1985 bis 2000 am Hamburger Thalia Theater. Als Hochschullehrer, mittlerweile emeritiert, leitete er Bühnenbildabteilungen in Köln und Essen.

## Als Bühnenbildner
Glittenberg studierte Bühnen- und Kostümbild von 1967 bis 1969 bei Teo Otto (1904–1968) und bei Wolf-Jürgen Seesselberg an der Kunstakademie Düsseldorf, danach bei Wilfried Minks (1930–2018) an der Hochschule für bildende Künste in Hamburg. Er lernte seine spätere Frau kennen, eine Germanistikstudentin an der Universität Freiburg i. Br. Anfangs konzentrierte er sich auf das Sprechtheater und arbeitete in Nürnberg, München, Bochum. Er versuchte sich mit verschiedenen Regisseuren und verschiedenen Kostümbildnerinnen. Nachdem sein Lehrer Wilfried Minks Skizzen seiner Frau, Marianne Glittenberg, gesehen hatte, engagierte er sie als Kostümbildnerin. Sie übernahm diese Aufgabe erstmals 1976 für die Minks-Inszenierung von Genets Der Balkon am Schauspielhaus Bochum. Minks zeichnete auch für das Bühnenbild verantwortlich. Die künstlerische Zusammenarbeit des Ehepaares Glittenberg begann zwei Jahre später, bei Lulu an der Hamburgischen Staatsoper, inszeniert von Luc Bondy, dirigiert von Christoph von Dohnányi. Die Premiere fand am 3. Juni 1978 statt.

### Luc Bondy
Glittenberg arbeitete 27 Jahre lang mit Luc Bondy (1948–2015) zusammen, beginnend 1972 mit Ionescos Stühlen in Nürnberg. Dies war das erste eigenständige Bühnenbild Glittenbergs und die dritte oder vierte Inszenierung von Luc Bondy. Regisseur und Bühnenbildner gelang im November 1973 mit der folgenden gemeinsamen Arbeit – Edward Bonds Die See am Residenztheater München – der Durchbruch. Es spielten unter anderem Siegfried Lowitz und Walter Schmidinger. Die Inszenierung wurde zum Berliner Theatertreffen eingeladen. Schon in den frühen Arbeiten des jungen Regisseurs werde „deutlich, daß sich das Theater des Luc Bondy vor allem in der Zusammenarbeit mit starken Bühnenbildnern besonders eindrucksvoll entfaltet“, so Manfred Brauneck in seiner Europäischen Theatergeschichte. Er nannte drei Bühnenbildner, mit denen Bondy zusammenarbeitete: Rolf Glittenberg, Karl-Ernst Herrmann, Erich Wonder.
Glittenberg ging 1972 in sein erstes Festengagement am Deutschen Schauspielhaus in Hamburg und arbeitete dort mit unterschiedlichen Regisseuren: Mit Bondy erarbeitete er in Hamburg 1974 Horvaths Glaube Liebe Hoffnung und 1977 Ibsens Gespenster, mit Ernst Wendt Heiner Müllers Die Schlacht und – in Wien – die Uraufführung von Thomas Bernhards Der Präsident, mit Ulrich Heising die Zwangsvorstellungen von Karl Valentin sowie mit Rainer Werner Fassbinder.
Auch während Glittenbergs Kölner Jahren setzte sich die Zusammenarbeit mit Luc Bondy fort, so in den Aufführungen 1980 Glückliche Tage von Samuel Beckett und Yvonne, die Burgunderprinzessin von Witold Gombrowicz (beide Inszenierungen ebenfalls zum Berliner Theatertreffen eingeladen), 1982 Thomas Bernhards Am Ziel und William Shakespeares Macbeth:

„Das Königspaar nach dem Mord: die beiden zarten, irren Mensehen, für ewig um ihren Schlaf gebracht. […] Rolf Glittenberg hat für diese Szene das kühnste seiner Bühnenbilder erfunden: einen hohen Schloßraum, nur zwei ärmliche Stahlrohrbetten darin, die Wände aber wie durchsichtig, mit einem dunstigen Himmel, wie von Magritte gemalt.“

### Mussbach, Schenk, Fassbinder
Die 1970er Jahre waren Glittenbergs wilde Jahre. Eine größere Spannweite als die zwischen Otto Schenk einerseits, Peter Mussbach und Rainer Werner Fassbinder andererseits ist kaum vorstellbar. Hier der Held des Bildungsbürgertums, der die Konvention zur Norm erklärt, dort Skandalverursacher und Bürgerschreck. Die Mussbach-Interpretation der Götterdämmerung in der Szenerie von Glittenberg geriet im März 1975 zu einem handfesten Skandal. Der Schluss der Oper wurde am stärksten angegriffen: „ein erstarrtes „Orchester“, wie von der Hand George Segals entworfen, spielte dort dem verendeten Siegfried die Trauermusik, und zur transzendentalen Vereinigung der ebenfalls gestorbenen Brünnhilde mit ihrem Helden gleißte kaltes Licht aus einem total leeren, weißen Raum und signalisierte das totale Nichts, die totale Vernichtung, die absolute Tabula rasa als Quintessenz des Stücks.“ Die Szene war nicht auszuhalten, es entlud sich ein Orkan an Pfiffen und Buhs des Publikums, es folgten gnadenlose Verrisse in der bürgerlichen Presse. Dies war zugleich – nach der ersten Premiere – das Ende des Ring-Projekts in Frankfurt, denn Gespräche über eine Neufassung endeten in einem Rechtsstreit, an dessen Ende der Oper Frankfurt mit richterlicher Anordnung die Abänderung der Mussbach-Inszenierung untersagt wurde, unter Androhung eines Ordnungsgeldes von bis zu 500.000 Mark, das wäre damals ein Vielfaches der Produktionskosten gewesen. Daraufhin wurde die Inszenierung überhaupt nicht mehr gezeigt wurde.
Ganz anders die Reaktion des Wiener Publikums, als Publikumsliebling Otti Schenk am Wiener Akademietheater Tschechow inszenierte. Premiere der Drei Schwestern war im Juni 1976. Als der Vorhang sich hob, gab es Szenenapplaus für Glittenbergs Bühnenbild. Auch die Kostüme von Silvia Strahammer wurden goutiert, selbstredend auch die schauspielerischen Leistungen der Burgschauspieler. Drei Jahre später lud Otto Schenk den Bühnenbildner erneut nach Wien ein, nunmehr an die Staatsoper, um für das Trittico von Giacomo Puccini ansprechende Szenenbilder zu bauen. 1981 folgte noch Umberto Giordanos Andrea Chénier, ebenfalls an der Staatsoper.
Kurz nach dem Wiener Tschechow hatte im September 1976 die Fassbinder’sche Camp-Produktion von Frauen in New York Premiere in Hamburg, gespielt von Christa Berndl, Margit Carstensen, Barbara Sukowa und einer Reihe weiterer Frauen aus dem Fassbinder-Tross. Die Kostüme für diese Produktion entwarf Frida Parmeggiani. Es war die letzte Arbeit Fassbinders für die Bühne, sie wurde 1977 vom NDR als Fernsehspiel aufgezeichnet.
An der Hamburgischen Staatsoper gestaltete Rolf Glittenberg 1978 die Bühnenbilder für Luc Bondys erste Operninszenierung – Lulu von Wedekind und Berg, damals noch in der unvollständigen zweiaktigen Version aus dem Nachlass des Komponisten. Ebendort folgte 1981 die andere Alban-Berg-Oper, der Wozzeck.

### Jürgen Flimm
Ende der 1970er Jahre begann auch die langjährige Zusammenarbeit mit Jürgen Flimm, mit der Dramatisierung von Heinrich Manns Der Untertan an zwei Abenden, realisiert 1978 am Schauspielhaus Bochum. Flimm stand damals knapp vor Übernahme der Intendanz am Schauspielhauses der Stadt Köln und verpflichtete Rolf Glittenberg als Ausstattungsleiter nach Köln. Diese Funktion sollte er später auch während der Flimm-Intendanz am Hamburger Thalia Theaters (1985–2000) übernehmen. Eröffnungspremiere der Intendanz Flimm in Köln im Oktober 1979 war Heinrich von Kleists Käthchen von Heilbronn mit Katharina Thalbach in der Titelrolle. Flimm inszenierte ein „turbulentes Ritterspektakel, in dem blechbewehrte Herren mit gewaltigen Schwertern aufeinander eindroschen.“ Besonders beeindruckte Katharina Thalbach sowohl Publikum als auch Presse. Die Inszenierung „paßt das Käthchen der Gegenwart nicht an. [Flimm] zeigt, dass sie in unserer Welt ein Fremdkörper ist“, so Georg Hensel in der Frankfurter Allgemeinen. Glittenberg hatte zwei Boote konstruiert, auf welchen Bäume wuchsen, eines davon inmitten des Zuschauerraumes, das andere im hinteren Teil der Bühne und dazwischen eine riesige leere Spielfläche mit viel Platz für die Kleist’sche Sprache, die Kämpfe und das Gerichtsverfahren. Die Produktion wurde zum Berliner Theatertreffen eingeladen, „landauf, landab“ entdeckten danach viele Bühnen das lange vergessene Kleist-Stück und spielten es nach.
Einen veritablen Skandal entfesselte eine Operninszenierung von Jürgen Flimm 1982 an der Hamburgischen Staatsoper, Offenbachs Hoffmanns Erzählungen, ausgestattet von den Glittenbergs. „Die Leute haben geschrien, waren außer sich. Diese vornehmen Hamburger, die zeigten die italienische ‚Leck-mich-am-Arsch‘-Geste, rollten die Programmhefte zusammen zu Verstärkern für ihre ‚Buhs‘,“ so Flimm retrospektiv. Anlass für die Erregung war die Darstellung des Hoffmann als Saufbold und Womanizer – aus dessen Bett ein junges Mädchen steigt, bekleidet nur mit einem T-Shirt. Für Jürgen Flimm schuf Glittenberg auch die Räume zweier weiterer legendärer Frauenfiguren der deutschen Klassik, Minna von Barnhelm mit Marina Wandruszka im Oktober 1982 am Zürcher Schauspielhaus und Die Jungfrau von Orleans mit Therese Affolter im April 1985 in Köln, beides epochale, wegweisende Inszenierungen, die Minna auch zum Berliner Theatertreffen eingeladen. Dazwischen Das alte Land, Klaus Pohls Aufarbeitung der Vertriebenenfrage in der unmittelbaren Nachkriegszeit Deutschlands, kurz nach der Uraufführung am Wiener Burgtheater von Flimm im Mai 1984 in Köln vorgestellt. Flimm ging nicht nur in Zürich „fremd“ inszenieren, sondern nach Übernahme der Thalia Intendanz auch bei den Salzburger Festspielen, wiederum gemeinsam mit den Glittenbergs in Verantwortung für Bühne und Kostüme. Das inzwischen gut eingespielte Trio präsentierte dort 1987 Ferdinand Raimunds Der Bauer als Millionär und 1989 Johann Nestroys Das Mädl aus der Vorstadt. Das Wagnis, drei Norddeutschen zwei Wiener Volkskomödien anzuvertrauen, gelang – nicht nur, weil Otto Schenk zuerst den Fortunatus Wurzel, dann den Schnoferl spielte. Hellmuth Karasek schrieb im Der Spiegel nach der ersten Premiere:

„Flimms Bühnen- und Kostümbildnerpaar Rolf und Marianne Glittenberg hatte verschwenderisch und wunderschön gezaubert, ohne die Kinder- und Märchenwelt des Theaters zu verlassen, die ihren größten Charme ja dann entfaltet, wenn sie bei all ihrer Sinnestäuschung und Illusionszauberei auch zeigt, daß Kulissen wackelig, aus Pappe und nur mit Silberpapier beklebt sind.“

Zurück in Hamburg wiederum großes klassisches Drama, beispielsweise 1989 Tschechows Platonow mit Hans Christian Rudolph und Elisabeth Schwarz in tragenden Rollen. Wiederum mit Einladung zum Berliner Theatertreffen.

### Giesing, Schaaf, Friedrich, Tabori, Düggelin
Beginnend in den 1980er Jahren gestaltete Rolf Glittenberg für den Realismus-nahen Regisseur Dieter Giesing Bühnenbilder im ganzen deutschen Sprachraum. Nach einer Feydeau-Inszenierung am Deutschen Schauspielhaus in Hamburg wurde die Zusammenarbeit 1984 am Wiener Burgtheater mit Dämonen von Lars Norén fortgesetzt. Es folgten drei Erstaufführungen von Stücken David Mamets: 1986 Hanglage Meerblick in Stuttgart, 1988 Die Gunst der Stunde an der Volksbühne Berlin und 1995 Das Kryptogramm in Zürich.
Dämonen und Hanglage Meerblick wurden zum Berliner Theatertreffen eingeladen.
Die 1990er Jahre begannen für die Glittenbergs mit hochkarätigen Operninszenierungen mit Jürgen Flimm und einer Reihe neuer Regisseure. Gleich im Januar 1990 hob sich in Amsterdam der Vorhang für eine Così fan tutte mit Flimm und Harnoncourt, von der niederländischen Presse als „prachtig“ beschrieben. 1991, in der letzten Spielzeit des Intendanten Claus Helmut Drese an der Wiener Staatsoper, präsentierten die Glittenbergs gemeinsam mit Jürgen Flimm Schrekers Der ferne Klang, eine Oper, die von den Nationalsozialisten nachhaltig von den Spielplänen der Opernhäuser vertrieben worden war. Gerd Albrecht dirigierte. Es folgten bei den Salzburger Festspielen 1991 Die Zauberflöte, inszeniert von Johannes Schaaf, und ebendort 1992 Die Frau ohne Schatten, inszeniert von Götz Friedrich. Beide Produktionen wurden von Sir Georg Solti dirigiert – und wurden im Rückblick rasch als „legendär“ bzw. als „Krönung“ klassifiziert. 1993 wiederum zwei Opern mit Flimm und Harnoncourt, im Mai eine fulminante Figaro-Premiere in Amsterdam und im Juli die Salzburger Festspielerstaufführung von Monteverdis L’incoronazione di Poppea auf die Bühne des Großen Festspielhauses.
Es folgte wieder Schauspiel. Im Juni 1994 übernahm Rolf Glittenberg an seinem Stammhaus die Bühnenbildgestaltung für Delirium, eine Gedichtcollage von Hans Magnus Enzensberger, inszeniert vom damals 80-jährigen George Tabori.

„Ort der Handlung im Hamburger Thalia Theater ist vielleicht die Aussichtsterrasse eines Hotels im Zauberbergischen; andere wollen das Achterdeck eines in einem Fjord ankernden Narrenschiffs erkannt haben. Über gemalten Bergen liegt eisiger Nebel. Rolf Glittenberg hat ein für seine Verhältnisse ungewöhnlich konzentriertes Bühnenbild gebaut […]. Auf den Brettern, die das Irrenhaus bedeuten (also die Kunst, also die Welt etc.), bleibt den Schauspielern viel Platz zum Spielen: miteinander, mit weißen Stühlen, schönen Texten, einem Flügel und sich selbst.“

1995 kam es zur ersten Zusammenarbeit mit Sven-Eric Bechtolf – Heiner Müllers Die Schlacht – und zu einer bemerkenswerten Jürgen-Flimm-Inszenierung von Schnitzler Das weite Land, beides am Thalia Theater. Über letztere schrieb die taz: „Die Aufführung ist so schön, daß man unwillkürlich irgendwo an ihr kratzen möchte. Allein: Es gelingt nicht.“
1997 und 1998 trafen einander Dieter Giesing und Rolf Glittenberg wieder in Zürich – für Robert Musils selten gespielte Schwärmer und für Ingmar Bergmans Bühnenversionen der Szenen einer Ehe. Die Bergman-Inszenierung wurde später von der Schaubühne am Lehniner Platz in Berlin übernommen. Ebenfalls 1998, ebenfalls in Zürich kam es zur einzigen Zusammenarbeit mit Werner Düggelin: Zur 150-Jahr-Feier der Schweizer Verfassung wurde Thomas Hürlimanns Lied der Heimat uraufgeführt. Die Inszenierung wurde zu den Mülheimer Theatertagen eingeladen.
Verdis Macbeth war die letzte gemeinsame Arbeit von Rolf Glittenberg mit Luc Bondy, 1999 als Originalproduktion der Scottish Opera für das Edinburgh International Festival entstanden und anschließend auch bei den Wiener Festwochen gezeigt, am Grand Théâtre de Bordeaux und an De Nationale Opera von Amsterdam.

### Sven-Eric Bechtolf
Die Arbeit der Glittenbergs mit dem Schauspieler-Regisseur Sven-Eric Bechtolf erstreckte sich über zwei Jahrzehnte und lässt sich im Wesentlichen in drei Phasen gliedern: 2000–2012 während der Intendanz Pereira am Opernhaus Zürich, 2006 bis 2014 während der Intendanzen Holender und Meyer an der Wiener Staatsoper und 2012 bis 2014 bei den Salzburger Festspielen. Darüber hinaus arbeiteten Regisseur, Bühnenbildner und Kostümbildnerin auch im Schauspiel zusammen (in Hamburg und Wien). Weiters entstand 2002 eine Neuproduktion von Offenbachs Les Contes d’Hoffmann an der Deutschen Oper in Berlin.
Die erste Operninszenierung von Sven-Eric Bechtolf war im Jahr 2000 Wedekind/Bergs Lulu am Opernhaus Zürich. Laura Aikin sang die Titelpartie. Der Kritiker schrieb: „Nicht knisternde Erotik herrscht hier, sondern ein Klima mehr oder weniger latenter Gewalt. Schon der von Rolf Glittenberg entworfene Einheitsraum, ein grossbürgerliches Wohnzimmer im Stil der Moderne der dreissiger Jahre, verströmt eine aggressive Kälte.“ Diese Inszenierung wurde für das Fernsehen aufgezeichnet und mehrfach auf 3sat gezeigt. In Zürich folgten Otello (2001), Die tote Stadt (2003), Der Rosenkavalier und Pelléas et Mélisande (beide 2004), zwischen 2006 und 2009 die drei Da-Ponte-Opern Mozarts, dirigiert von Franz Welser-Möst, Salome (2010) und schließlich Don Carlos (2012).
Eine exemplarische und höchst erfolgreiche Arabella von Hugo von Hofmannsthal und Richard Strauss eröffnete 2006 die gemeinsame Arbeit von Bechtolf mit den Glittenbergs und Franz Welser-Möst am Pult an der Wiener Staatsoper. Ab 2007 folgte der gesamte Ring des Nibelungen von Richard Wagner, 2010 eine expressionistische Interpretation von Hindemiths Cardillac. Im November 2012 wurden Bühnenbild und Kostüme der Ariadne auf Naxos-Inszenierung der Salzburger Festspiele übernommen, allerdings nicht für die Urfassung, sondern für die durchkomponierte Version. Am Haus am Ring erarbeiteten Bechtolf und die Glittenbergs im Januar 2013 auch noch eine beschwingte Cenerentola, angesiedelt in den 1930er Jahren. Es dirigierte Jesús López Cobos. 2014 folgte Rusalka. Es dirigierte Jirí Belohlávek.
2012 übernahm Alexander Pereira die Intendanz der Salzburger Festspiele, Bechtolf wurde Schauspieldirektor. Gemeinsam mit Rolf und Marianne Glittenberg erarbeitete er 2012 die Urfassung von Hofmannsthal/Strauss’ Ariadne auf Naxos im Haus für Mozart, mit Daniel Harding am Pult, und zu dritt begannen sie 2013 einen neuen Da-Ponte-Zyklus, diesmal mit Christoph Eschenbach als Dirigenten, nachdem Franz Welser-Möst seine Mitwirkung abgesagt hatte. Das gemeinsame Projekt stand unter keinem guten Stern und wurde nach Così fan tutte (2013) und Don Giovanni (2014) abgebrochen.

### Peymann, Kušej, Moretti
Parallel zur intensiven Arbeit mit Bechtolf entstanden auch eine Reihe von interessanten Projekten mit anderen Regisseuren. 2002 wurde Rolf Glittenberg von Claus Peymann, dem langjährigen Direktor des Burgtheaters und des Berliner Ensembles, eingeladen, bei den Salzburger Festspielen das Bühnenbild für eine Peter-Turrini-Uraufführung zu gestalten – Da Ponte in Santa Fe.
Am Zürcher Opernhaus übernahm der Bühnenbildner eine Reihe weiterer Aufgaben: 2003 arbeitete er erstmals mit Martin Kušej zusammen – für die Strauss’sche Elektra, dirigiert von Christoph von Dohnányi. Es folgten vier Arbeiten mit Nikolaus Harnoncourt am Pult, 2004 ein exemplarischer Fidelio, inszeniert von Jürgen Flimm, 2006 Mozarts Frühwerk La finta giardiniera in der Regie von Tobias Moretti, 2007 und 2008 zwei weitere Kušej-Inszenierungen, Die Zauberflöte und Genoveva.

### Uwe Eric Laufenberg
2015 waren die Glittenbergs gemeinsam mit dem Regisseur Uwe-Eric Laufenberg für eine Neuproduktion der Elektra von Hugo von Hofmannsthal und Richard Strauss an der Wiener Staatsoper verantwortlich. Der Paternoster mit den Leichen von Klytämnestra und Aegisth provozierte das konservative Publikum der Wiener Oper. Diese Produktion führte aber auch zu einer kontinuierlichen Zusammenarbeit mit dem Hessischen Staatstheater in Wiesbaden, als deren Intendant Laufenberg seit 2014 fungiert. Rolf Glittenberg gestaltete die Bühnenbilder für mehrere Laufenberg-Inszenierungen in Folge, für Wagners Tannhäuser und der Sängerkrieg auf Wartburg (2017), Mozarts Idomeneo und dessen Titus (2019) in der Oper sowie im Schauspiel für Kleists Zerbrochner Krug (2019) und die Beckett-Trilogie Glückliche Tage, Warten auf Godot, Endspiel, Laufenbergs Antwort auf den Shutdown des Kulturlebens in Europa in Folge der COVID-19-Pandemie. In den meisten Produktionen war seine Frau als Kostümbildnerin tätig. Für Herbst 2020 ist Shakespeares König Lear angekündigt.
In Wiesbaden begann auch die Zusammenarbeit mit Philipp M. Krenn, dem jungen Hausregisseur des Hessischen Staatstheaters – für die Schauspielfassung von Takis Würgers Der Club, für Brittens Peter Grimes und für Verdis Trovatore, dessen Premiere COVID-19-bedingt verschoben werden musste.

## Als Lehrer
Rolf Glittenberg lehrte an zwei Kunsthochschulen. 1979 wurde er als Professor für Bühnenbild an die Werkkunstschulen Köln berufen, die später in die Technische Hochschule Köln eingegliedert wurden. Dort waren unter anderem Florian Etti, Gisbert Jäkel und Kaspar Zwimpfer seine Schüler, weiters die heutige Malerin Gabriele Heider, Alexander Müller-Elmau und Tony Strnad, der heute als Designmanager, TV-Produktionsleiter und freischaffender Künstler arbeitet. Später war er als Professor für Bühnenbild an der Folkwang Universität der Künste in Essen verpflichtet.
Aus dem Kreis seiner früheren Assistenten sind heute Kaspar Glarner, Siegfried E. Mayer, Elke Scheuermann und Katrin Lea Tag als Bühnenbildner tätig.

## Einladungen zum Berliner Theatertreffen
Folgende Inszenierungen, für welche Rolf Glittenberg das Bühnenbild gestaltete, wurden zum Berliner Theatertreffen eingeladen (das Jahr steht für die Premiere der jeweiligen Produktion):
- 1973: Die See von Edward Bond am Münchner Residenztheater, Regie: Luc Bondy
- 1975: Die Schlacht von Heiner Müller am Deutschen Schauspielhaus in Hamburg, Regie: Ernst Wendt
- 1975: Zwangsvorstellungen von Karl Valentin am Deutschen Schauspielhaus Hamburg, Regie: Ulrich Heising
- 1977: Gespenster von Henrik Ibsen am Deutschen Schauspielhaus Hamburg, Regie: Luc Bondy
- 1979: Das Käthchen von Heilbronn von Heinrich von Kleist am Schauspiel Köln, Regie: Jürgen Flimm
- 1980: Glückliche Tage von Samuel Beckett am Schauspiel Köln, Regie: Luc Bondy
- 1980: Yvonne, die Burgunderprinzessin von Witold Gombrowicz am Schauspiel Köln, Regie: Luc Bondy
- 1982: Minna von Barnhelm von Gotthold Ephraim Lessing am Schauspielhaus Zürich, Regie: Jürgen Flimm
- 1984: Dämonen von Lars Norén am Burgtheater Wien, Regie: Dieter Giesing
- 1986: Hanglage Meerblick von David Mamet am Schauspiel Stuttgart, Regie: Dieter Giesing
- 1989: Platonow von Anton Tschechow am Thalia Theater Hamburg, Regie: Jürgen Flimm
- 1995: Der Streit von Pierre Carlet de Marivaux am Thalia Theater Hamburg, Regie: Sven-Eric Bechtolf

## Nachweise
1. ↑  Theaterregisseur Luc Bondy gestorben. In: derstandard.at. Der Standard, 28. November 2015, abgerufen am 5. Juni 2020.
2. ↑  Peter von Becker: Wie ein später Sommergast, Die Zeit, 30. November 2015
3. ↑  Manfred Brauneck: Die Welt als Bühne: Geschichte des europäischen Theaters. Fünfter Band: 2. Hälfte des 20. Jahrhunderts, Springer 2016, S. 365
4. ↑  Die Zeit (Hamburg): Das Leben ein Alptraum, der Tod ein Beamter, Theater: „Macbeth“ in Köln, „Hamlet“ in Freiburg, Kritik von Benjamin Henrichs, 12. Februar 1982
5. ↑  Heinz Josef Herbort: Was darf ein Regisseur?, Die Zeit (Hamburg), 22. August 1975
6. ↑  Daniela Elena Trummer: Die Rezeption russischer Dramen am Wiener Burgtheater von 1955 bis 2005, Diplomarbeit an der Universität Wien, Oktober 2008, S. 92
7. ↑  Hamburger Abendblatt: Wie von Kindern erzählt, 21. März 1981
8. ↑  Dirk Grathoff: Kleist: Geschichte, Politik, Sprache, Aufsätze zu Leben und Werk Heinrich von Kleists, Springer 2013, S. 149
9. ↑  Hier zit. nach William C. Reeve: Kleist on Stage, 1804–1987, McGill-Queen’s Press 1993, S. 129
10. ↑  Nikolaus Merck: Bernd Noack: Theaterskandale, Salzburg 2008. In: www.nachtkritik.de.
11. ↑  Hellmuth Karasek: Aschen und Diamant in Salzburg, Der Spiegel (Hamburg), 17. August 1987
12. ↑  Frankfurter Allgemeine Zeitung: Als Zeuge eines historischen Moments, Kritik der zwanzig Jahre später stattfindenden Neuinszenierung durch Christof Loy von Julia Spinola, 1. August 2011
13. ↑  Der Standard (Wien): Deutscher Regisseur Johannes Schaaf gestorben, 3. November 2019
14. ↑  taz: Geplauder und zwei Tote, Besprechung von Dirk Knipphals, 9. Oktober 1995
15. ↑  Neue Zürcher Zeitung: Der Mann, die Frau, Bergs «Lulu», zweiaktig, im Opernhaus Zürich, 10. Juli 2000
16. ↑  Bayerische Staatsoper (München): FLORIAN ETTI, abgerufen am 5. Juni 2020
17. ↑  Landestheater Linz: Kurzbiographie Gisbert Jäkel, abgerufen am 5. Juni 2020
18. ↑  Kaspar Zwimpfer, offizielle Website, abgerufen am 5. Juni 2020
19. ↑  Berliner Theatertreffen: Erweiterte Suche Rolf Glittenberg, abgerufen am 7. Juni 2020